# Calycobolus petitianus
Calycobolus petitianus är en vindeväxtart som beskrevs av J. Lejoly och S. Lisowski. Calycobolus petitianus ingår i släktet Calycobolus och familjen vindeväxter. Inga underarter finns listade i Catalogue of Life.